# Intérieurs (film)
Pour les articles homonymes, voir Intérieurs.
Pour plus de détails, voir Fiche technique et Distribution.
Intérieurs (Interiors) est un film américain écrit et réalisé par Woody Allen, sorti sur les écrans en 1978.

## Synopsis
Arthur et Ève, mariés depuis de longues années, ont eu trois filles. Eve pensait donner un sens à sa vie en créant pour ceux qu'elle aime un intérieur le plus harmonieux possible. Cependant, son goût obsessionnel pèse sur sa famille, ainsi que la grave crise de dépression qu'elle traverse.
N'en pouvant plus, Arthur décide d'une séparation temporaire. Au cours d'un voyage en Grèce, il tombe amoureux d'une autre femme et souhaite l'épouser. Le père présente sa nouvelle compagne à ses trois filles et provoque un drame dans la famille. Le divorce est une épreuve pour celles-ci, et elles vont devoir résoudre les problèmes de chacune.

## Fiche technique
- Titre : Intérieurs
- Titre original : Interiors
- Réalisation : Woody Allen
- Scénario : Woody Allen
- Photo : Gordon Willis
- Décors : Daniel Robert (en), Mario Mazzola
- Musique : Tommy Dorsey
- Montage : Ralph Rosenblum
- Pays de production :  États-Unis
- Genre : drame
- Durée : 91 minutes
- Date de sortie :
  - États-Unis : 2 août 1978

## Distribution
- Kristin Griffith (en) (VF : Monique Thierry) : Flyn
- Mary Beth Hurt (VF : Nicole Jamet) : Joey
- Richard Jordan (VF : Sady Rebbot) : Frederick
- Diane Keaton (VF : Béatrice Delfe) : Renata
- E. G. Marshall (VF : Jacques Berthier) : Arthur
- Geraldine Page (VF : Mony Dalmès) : Ève
- Maureen Stapleton (VF : Marie Francey) : Pearl
- Sam Waterston (VF : Bernard Murat) : Mike